# Zvířetníková souhvězdí

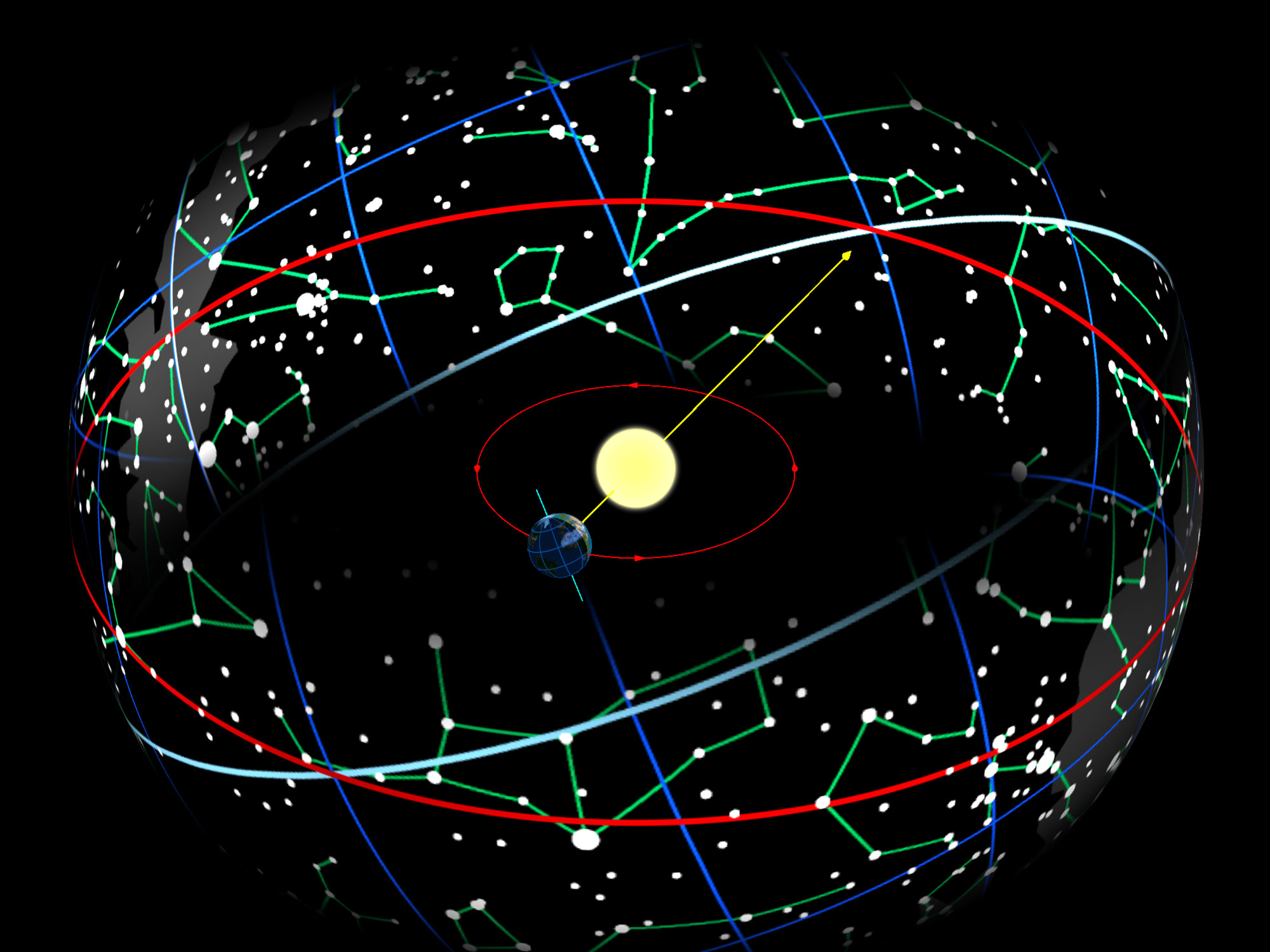
Zvířetníková souhvězdí se nacházejí v pásu podél ekliptiky (červeně), dráhy na hvězdné obloze, po které se zdánlivě (pohledem ze Země) pohybuje Slunce během roku

Zvířetníková souhvězdí čili zodiakální souhvězdí je skupina souhvězdí, která se nacházejí v oblasti zvířetníku, tedy v pásu podél ekliptiky. Ekliptika je dráha na hvězdné obloze, po které putuje z hlediska pozemského pozorovatele Slunce během roku.
Podle dvanácti těchto souhvězdí bylo pojmenováno dvanáct stejně velkých částí, na které byl ve starověku zvířetník rozdělen (znamení zvěrokruhu). Zvířetníková souhvězdí měla význam při pozorování oblohy v tradiční astronomii a také v západní astrologii. Vlivem precese zemské osy však již poloha Slunce během roku vůči souhvězdím neodpovídá znamením zvěrokruhu.
České i původní řecké pojmenování zodiak vychází z převahy zoomorfních postav v pojmenování souhvězdí. Nicméně Střelec, Panna, Vodnář nebo dokonce Váhy zvířecí nejsou. 
Zvířetníkové světlo, slabá záře podél ekliptiky, pochází ze Slunce a nikoli od zvířetníkových souhvězdí.

## Dvanáct souhvězdí zvěrokruhu
Souhvězdí zvířetníku je třeba odlišovat od znamení zvěrokruhu. Starověcí astronomové rozdělili rok na 12 stejně dlouhých období, kdy se Slunce nacházelo vždy v jednom ze 12 třicetistupňových úseků ekliptiky. Každému období pak přiřadili jedno znamení, které bylo pojmenováno po souhvězdí, které se nacházelo nejblíže danému úseku ekliptiky (poloze Slunce v daném období).
Původně se tedy Slunce přibližně nacházelo ve stejném zvířetníkovém souhvězdí jako platilo znamení. Platí to ale jen přibližně, protože souhvězdí na ekliptice nejsou rozmístěna přesně pravidelně (po 30°) a nejsou stejně veliká (Slunce jimi neprochází stejně dlouho). 
Kromě výše uvedeného se poloha souhvězdí časem vlivem precese zemské osy značně vzdálila a tak dnes neplatí ani přibližně souběh Slunce v daném zvířetníkovém souhvězdí s odpovídajícím znameními zvěrokruhu. Navíc se díky precesi do oblasti zvířetníku dostalo i třinácté souhvězdí Hadonoše.

## Třináct astronomických souhvězdí
Současný astronomický zvěrokruh dělený podle doby, po kterou se Slunce zdržuje v moderních hranicích jednotlivých souhvězdí.
| č. | souhvězdí | od           | do           | dnů   |
| -- | --------- | ------------ | ------------ | ----- |
| 1  | Beran     | 18. duben    | 13. květen   | 25    |
| 2  | Býk       | 13. květen   | 21. červen   | 39    |
| 3  | Blíženci  | 21. červen   | 20. červenec | 29    |
| 4  | Rak       | 20. červenec | 10. srpen    | 21    |
| 5  | Lev       | 10. srpen    | 16. září     | 37    |
| 6  | Panna     | 16. září     | 30. říjen    | 44    |
| 7  | Váhy      | 30. říjen    | 23. listopad | 24    |
| 8  | Štír      | 23. listopad | 29. listopad | 6     |
| 8  | Hadonoš   | 29. listopad | 17. prosinec | 18    |
| 9  | Střelec   | 17. prosinec | 20. leden    | 34    |
| 10 | Kozoroh   | 20. leden    | 16. únor     | 27    |
| 11 | Vodnář    | 16. únor     | 11. březen   | 23/24 |
| 12 | Ryby      | 11. březen   | 18. duben    | 38    |